# Sicedison
La Sicedison è stata un'importante azienda chimica italiana operante nei settori della chimica industriale, della petrolchimica, delle materie plastiche e delle tecnofibre.

## Storia

### Origini
Venne fondata dalla Edison nel 1950, in collaborazione con l'azienda statunitense Monsanto (come joint venture), con la denominazione di Società Italiana Chimica (SIC).
La produzione avveniva negli stabilimenti interni al polo petrolchimico di Porto Marghera a Venezia che, proprio in quelli anni, ebbe un grande sviluppo; fin dall'inizio furono prodotti fertilizzanti per poi arrivare, nel 1951, alla costruzione di un impianto cloro-soda con celle a catodo di mercurio.

### L'espansione produttiva
Quasi contemporaneamente (1951-52) si iniziò la produzione delle materie plastiche (il cui sviluppo sarà incisivo per l'economia italiana del dopoguerra) previa lavorazione del cloruro di vinile monomero (CVM) (che venne prodotto dapprima dall'acetilene e dall'acido cloridrico e, successivamente da cloro e etilene di origine petrolchimica, la cui unione formava il dicloroetano) e del cloruro di polivinile (PVC). Vennero quindi aggiunte, negli anni successivi, le produzioni di polistirolo, di nitrile acrilico e di fibre acriliche.

### L'uscita di Monsanto e l'entrata nel gruppo Montedison
La partecipazione della Monsanto ebbe fine nel 1961; la denominazione societaria muterà da SIC a SICE, cioè Società Italiana Chimica Elementare, abbreviata poi in Sicedison. Quest'ultima seguì quindi il destino della  Edison quando, nel 1966, si unì con l'altra grande della chimica italiana (la Montecatini) per formare il gruppo Montedison.